# レイノルズ・テクノロジー
レイノルズ・テクノロジー（英: Reynolds Technology ）は、アルフレッド・レイノルズ(英: Alfred M. Reynolds)がイギリスのバーミンガムで創業した自転車用チューブ(鋼管)メーカーである。
1958年以来レイノルズの鋼管を使用した自転車フレームは27回もツール・ド・フランスの勝者に貢献した。　また1953年のヒラリーとテンジンによるエベレスト登頂に用いられた酸素ボンベも製作した。

## 歴史
アルフレッド·レイノルズの祖父ジョン・レイノルズが、1841年にバーミンガムで切削爪の製造所を起業したのがレイノルズ・テクノロジーの起原である。
- 1899年 - 創業。
- 1890年 - バテッドチューブを開発。
- 1897年 - バテッドチューブの特許24931[2]を取得、世界最初の自転車用バテッドチューブの製造を始めた。
- 1898年12月20日 - 社名をThe Patent Butted Tube Co., Ltd.とする[3]。
- 1902年 - 製品カタログ第１集を発行。うち重さ4.5ポンド（約2.04kg）の自転車用バテッドチューブ・セットを発売する[3]。
- 1916年 - 第一次世界大戦特需で自転車部隊向けや軍用オートバイの材料を供給する[3]。
- 1923年 - 社名をReynolds  Tube Co., Ltd.に変更する[3]。
- 1924年 - 高マンガン合金鋼チューブの生産を始める[3]。
- 1928年 - チューブ·インベストメンツと合弁してグループ傘下に入る。
- 1934年 - 「レイノルズ531」を発売。名称は合金の割合に由来する[3]。
- 1939年 - 第二次世界大戦特需でスーパーマリン スピットファイア向け材料の生産に集中し、自転車材料の生産を中止した[3]。
- 1975年 - 空気焼入れ鋼の「レイノルズ753」を発売[3]。
- 2006年 - レイノルズ・テクノロジーに社名変更。
- 2007年 - シャフトムア・レーンに本社を移転
- 2013年 - 冷間加工により1000MPaを超える引張強度を持つオーステナイト系ステンレス鋼、「レイノルズ921」を発売。
- 2018年 - 12月20日 レイノルズ・テクノロジー社として創業120周年

## 製品
- レイノルズ520 -クロムモリブデン鋼。台湾でライセンス生産されている。
- レイノルズ525 -クロムモリブデン鋼。台湾でライセンス生産されている。
- レイノルズ531（英語版）（1934年発売） - マンガンモリブデン鋼。第二次世界大戦時には爆撃機の胴体材料にも使用された。2010年現在、前三角部分だけになってしまったが、以前と全く同じものが供給されている。
- レイノルズ631 -マンガンモリブデン鋼。853と同じ性質をもった素材で、冷間加工により作られたスチールパイプ。同じく常温硬化という特性により溶接部の強度は高くなるが、長距離やタフなライドを想定している
- レイノルズ725 -
- レイノルズ753 - マンガンモリブデン鋼。ベルナール・イノーが現役最後に乗った自転車にも使用されていた。
- レイノルズ853 -常温硬化という特性により、溶接後に溶接部の強度が高くなる高級シームレスパイプ。スチールのなかでもマンガンとクロムの含有率が高い
- レイノルズ921 - オーステナイト系ステンレス鋼
- レイノルズ931 - モータースポーツなど広範囲の使用を想定した析出硬化系ステンレスパイプ。ラグロウ付け、フィレット仕上げ、ティグ溶接などいずれもオススメ。径に応じて多数の厚さを展開する
- レイノルズ953 - ステンレス鋼。マルテンサイト系ステンレスを、時効硬化によってさらに高強度にしたマルエージング鋼パイプ。引張強度2000MPa以上、すぐれた靱性という驚異的スペックをあわせもつ